# Heteroplexis impressinervia
Heteroplexis impressinervia là một loài thực vật có hoa trong họ Cúc. Loài này được J.Y.Liang mô tả khoa học đầu tiên năm 1994.